# Wieselburg
Wieselburg is een gemeente in de Oostenrijkse deelstaat Neder-Oostenrijk, gelegen in het district Scheibbs (SB). De gemeente heeft ongeveer 3500 inwoners.

## Geografie
Wieselburg heeft een oppervlakte van 5,42 km². Het ligt in het centrum van het land, ten westen van de hoofdstad Wenen en ten zuidwesten van de deelstaathoofdstad Sankt Pölten.
Wieselburg is bekend door de vestiging van Brauerei Wieselburg in 1770.
Gaming · Göstling an der Ybbs · Gresten · Gresten-Land · Lunz am See · Oberndorf an der Melk · Puchenstuben · Purgstall an der Erlauf · Randegg · Reinsberg · Scheibbs · Sankt Anton an der Jeßnitz · Sankt Georgen an der Leys · Steinakirchen am Forst · Wang · Wieselburg · Wieselburg-Land · Wolfpassing
- Gemeinsame Normdatei: 4066054-0
- Virtual International Authority File: 235484156
- WorldCat: E39PBJqFKJjGFBgMGHQH3Yctrq